# Trayvon Mullen
Trayvon Mullen (20 settembre 1997) è un giocatore di football americano statunitense che milita nel ruolo di cornerback per i Baltimore Ravens della National Football League (NFL).
Mullen fu scelto nel Draft NFL 2019 dagli Oakland Raiders dopo aver giocato al college per la Clemson University.

## Carriera universitaria
Mullen al college giocò a football con i Clemson Tigers dal 2016 al 2018. Nell'ultima stagione fu premiato come miglior difensore della finale del campionato NCAA vinta da Clemson contro Alabama.

## Carriera professionistica

### Oakland/Las Vegas Raiders
Mullen fu scelto nel corso del 2º giro (40ª scelta assoluta) del Draft NFL 2019 dagli Oakland Raiders. 

#### Stagione 2019
Mullen debuttò come professionista subentrando nella gara di settimana 1, la vittoria 24-16 contro i Denver Broncos, mettendo a segno un tackle. Alla settimana 11, nella vittoria 17-11 contro i Cincinnati Bengals, Mullen realizzò il suo primo intercetto su Ryan Finley. 
Alla settimana 16 contro i Los Angeles Chargers, Mullen fu portato fuori dal campo per un infortunio alla testa.

#### Stagione 2020
Alla settimana 11, nella gara del Sunday Night Football contro i Kansas City Chiefs persa dai Raiders 35-31, Mullen mise a segno il suo primo intercetto stagionale su un passaggio di Patrick Mahomes.

#### Stagione 2021
Mullen iniziò la stagione da cornerback titolare a fianco di Casey Hayward. Alla settimana 4 si infortunó ad un piede e il 9 ottobre 2021 fu spostato nella lista riserve/infortunati. L'11 dicembre 2021 tornó nel roster attivo. Per un infortunio ad un dito del piede subito alla settimana 14, il 20 dicembre 2022 Mullen fu risposato tra le riserve/infortunati.

### Arizona Cardinals
Il 30 agosto 2022 i Raiders scambiarono Mullen con gli Arizona Cardinals in cambio di una scelta condizionale al successivo draft: del 7º giro che sarebbe potuta diventare del 6º giro in caso Mullen avesse giocato almeno 10 partite in stagione.

#### Stagione 2022
Il 13 dicembre 2022, dopo aver giocato in 8 partite collezionando 13 tackle,  un passaggio deviato e un fumble forzato, Mullen fu svincolato dai Cardinals. Avendo giocato meno di 10 gare con i Cardinals, lo scambio fatto con i Raiders ad inizio stagione valse a quest'ultimi solo una scelta del 7º giro del successivo draft.

### Dallas Cowboys
Il 14 dicembre 2022 Mullen firmò con i Dallas Cowboys, alla ricerca di un sostituto per l'infortunato Anthony Brown.

### Baltimore Ravens
Il 23 gennaio 2023 Mullen firmò con i Baltimore Ravens. 

## Statistiche

### Stagione regolare
| Stagione | Stagione    | Stagione | Stagione | Difesa  | Difesa  | Difesa  | Difesa | Difesa | Difesa | Difesa |
| Anno     | Squadra     | P        | PT       | T. tot. | T. sol. | T. ass. | Sack   | Int    | PD     | FF     |
| -------- | ----------- | -------- | -------- | ------- | ------- | ------- | ------ | ------ | ------ | ------ |
| 2019     | OAK         | 16       | 10       | 50      | 42      | 8       | 0,0    | 1      | 10     | 0      |
| 2020     | LV          | 16       | 16       | 64      | 56      | 8       | 0,0    | 2      | 14     | 0      |
| 2021     | LV          | 5        | 5        | 20      | 17      | 3       | 0,0    | 1      | 4      | 0      |
| 2022     | ARI         | 8        | 0        | 13      | 10      | 3       | 0,0    | 0      | 1      | 1      |
| 2022     | DAL         | 0        | 0        | 0       | 0       | 0       | 0,0    | 0      | 0      | 0      |
| 2022     | Totale 2022 | 8        | 0        | 13      | 10      | 3       | 0,0    | 0      | 1      | 1      |
| Totale   | Totale      | 45       | 31       | 147     | 125     | 22      | 0,0    | 4      | 29     | 1      |

Fonte: Football Database

Statistiche aggiornate alla settimana 14 della stagione 2022

## Famiglia
Mullen è il cugino del quarterback della NFL Lamar Jackson.
Mullen è inoltre fratello di Tiawan Mullen